# Видайко Андрій Віталійович
Андрі́й Віта́лійович Вида́йко — прапорщик підрозділу НГУ МВС України, учасник російсько-української війни.

## Життєпис
Здобув юридичну освіту. Брав участь в миротворчій місії в Іраку. Старший інструктор з водіння БТР-4Е.
В часі війни — у складі Харківської оперативної групи, командир ремонтного взводу автомобільної техніки, брав участь в здійсненні ремонтів бронеавтомобілів на блокпостах.

## Нагороди
За особисту мужність і героїзм, виявлені у захисті державного суверенітету та територіальної цілісності України, вірність військовій присязі під час російсько-української війни
- нагороджений орденом Данила Галицького (27.5.2015).